# Zaręczyny Blerty
Zaręczyny Blerty (tytuł oryginalny: Fejesa e Blertës) – albańska komedia muzyczna z roku 1984 w reżyserii Besima Kurtiego i Ismaila Zhabiaku.

## Opis fabuły
Akcja filmu rozgrywa się w jednym z kołchozów w południowej Albanii, w którym hoduje się indyki. W latach 80. powszechnym zjawiskiem w Albanii było zakładanie drużyn siatkówki w spółdzielniach produkcyjnych. Blerta jest kapitanem lokalnej drużyny siatkówki i kocha Miriego, który pracuje w kołchozie jako kierowca ciężarówki. Ale w Mirim jest zakochana także siostrzenica przewodniczącego kołchozu, mieszkająca w Tiranie. Część pracowników kołchozu stara się, aby Miriego ożenić z siostrzenicą przewodniczącego, która przyjeżdża osobiście do kołchozu.
Zdjęcia do filmu realizowano w Tiranie i w Lushnji. Oryginalnym elementem filmu są piosenki o tematyce miłosnej, wykonywane w scenerii kołchozu przez czołówkę albańskich piosenkarzy.

## Obsada
- Mariana Kondi jako Blerta (śpiew: Liljana Kondakçi)
- Rajmonda Aleksi jako Lefta (śpiew: Xhoana Doko)
- Fatbardh Smaja jako kierowniczka Mimi (śpiew: Kozma Dushi)
- Ndrek Shkjezi jako Themi (śpiew: Hysni Zela))
- Kadri Roshi jako Uani (śpiew: Lefter Bezho)
- Edmond Topi jako Miri
- Drita Haxhiraj jako przewodnicząca kołchozu Kristina
- Enver Dauti jako Kozi
- Genti Nushi jako Nandi
- Dhimiter Jano (śpiew: Avni Mula)
- Minella Kriqi (śpiew: Nikolin Gurakuqi)
- Lefter Bezho